# N.W.A and the Posse
N.W.A and the Posse je debutové album americké hip-hopové skupiny N.W.A, které vyšlo v roce 1987 a získalo zlaté ocenění RIAA. Skladby Dunk The Funk, Drink It Up, Tuffest Man Alive a 3 The Hard Way se objevili také na albu The Fila Fresh Crew Tuffest Man Alive.

## Seznam skladeb
1. Boyz-N-The-Hood - 5:37
2. 8 Ball - 4:25
3. Dunk The Funk - 5:01
4. A Bitch Iz A Bitch - 3:07
5. Drink It Up - 4:45
6. Panic Zone - 3:33
7. L.A. Is The Place - 4:31
8. Dopeman - 6:16
9. Tuffest Man Alive - 2:16
10. Fat Girl -2:45
11. 3 The Hard Way - 4:10